# Mesolamprops bispinosus
Mesolamprops bispinosus är en kräftdjursart som beskrevs av Given 1964. Mesolamprops bispinosus ingår i släktet Mesolamprops och familjen Lampropidae. Inga underarter finns listade i Catalogue of Life.